# Distretto di Komló
Il distretto di Komló (in ungherese Komlói járás) è un distretto dell'Ungheria, situato nella provincia di Baranya.